# Monoculodes emarginatus
Monoculodes emarginatus är en kräftdjursart som beskrevs av J. L. Barnard 1962. Monoculodes emarginatus ingår i släktet Monoculodes och familjen Oedicerotidae. Inga underarter finns listade i Catalogue of Life.